# Kordakera, Kushtagi
Kordakera là một làng thuộc tehsil Kushtagi, huyện Koppal, bang Karnataka, Ấn Độ.